# Alexandru Todea
Alexandru Todea (Marostelek, 1912. június 5. – Marosvásárhely, 2002. május 22.) fogaras-gyulafehérvári érsek, bíboros, a román görögkatolikus egyház elöljárója 1986–1994 között.

## Pályafutása
Sokgyermekes paraszti családba született. Az általános iskolát szülőfalujában és Görgénykakucson, a középiskolát a szászrégeni gimnáziumban és a balázsfalvi Nagy Szent Vazul Líceumban végezte. Miután felvették a Fogaras-Gyulafehérvári főegyházmegye papnövendékei közé, Vasile Suciu érsek Rómába küldte teológiai tanulmányokra, melyeket további filozófiai és teológiai tanulmányok követtek a Propaganda Fide Pápai Városi Kollégiumban. 1939. március 25-én szentelték pappá. A doktori fokozat megszerzése után, 1940-ben tért vissza Romániába.
Hazatérése után az érseki székhelyen látott el különböző feladatokat: Alexandru Nicolescu érsek titkára volt annak 1941-es haláláig, majd hittant, latint és olaszt oktatott balázsfalvi középiskolákban. 1945-től 1948-ig parókusként és protopópaként szolgált Szászrégenben; ez alatt többször letartóztatták. Háromszor rövidebb időre börtönözték be a kommunisták túlkapásai elleni felszólalásokért; negyedszerre egy hónapig tartották fogva a Belügyminisztériumban; ötödszörre pedig a király elmozdítása elleni kiállásáért tartóztatták le. Hatodik letartóztatására 1948. október 14-én került sor; ezt követően Szászrégenben sikerült megszöknie a Securitate fogságából, és három év három hónapig bújkált.

### Püspöki pályafutása
Bújkálása alatt, 1950. július 4-én caesaropolisi címzetes püspökké, gyakorlatilag Ioan Suciu fogaras-gyulafehérvári apostoli adminisztrátor segédpüspökévé nevezték ki. November 19-én szentelte püspökké Joseph Schubert püspök.
1951. január 31-én ismét elfogták, és ismét a Belügyminisztérium fogdájába zárták, ahol 13 hónapig tartó vizsgálatot folytattak ellene. 1952-es perében az ügyész halálbüntetést kért ellene azon az alapon, hogy „veszélyes a társadalomra”. A bukaresti katonai törvényszék végül életfogytig tartó kényszermunkára ítélte. 1964-ben kegyelmet kapott. Szabadulása után Szászrégenben élt, és titokban hívők ezrei számára végzett lelkipásztori szolgálatot.
1986. március 14-én az érseki tartomány püspökeinek és ordináriusainak konferenciája metropolitává választotta, amit az Apostoli Szentszékkel is tudattak. 1987. július 31-én ideiglenesen átvette a Kolozsvár-Szamosújvári egyházmegye vezetését is, amit 1991-ben adott át az új megyés püspöknek, George Guțiunak. 1990. március 14-én fogaras-gyulafehérvári érsekké nevezték ki. Ünnepélyes beiktatására a Szabadság mezején került sor. 1991. június 28-án a pápa bíborossá kreálta.
1994-ben vonult nyugállományba.
1997-ben Marosvásárhely díszpolgára lett, 2024-ben tévedésből ismét odaítélték neki a címet.